# 1381 en Angleterre
Chronologie de l'Angleterre
- 1377
- 1378
- 1379
- 1380
- 1381
- 1382
- 1383
- 1384
- 1385

Cette page concerne l'année 1381 du calendrier julien.

## Naissances en 1381
- 13 octobre : Thomas FitzAlan, 5e comte d'Arundel et 10e comte de Surrey
- Date inconnue : 
  - William Benet, member of Parliament pour Canterbury
  - Humphrey, 2e comte de Buckingham

## Décès en 1381
- 6 janvier : Gilbert de Umfraville, 3e baron Kyme
- 16 février : John Knyvet, juge
- 2 avril : Thomas Felton, chevalier
- 8 mai : Thomas Hatfield, évêque de Durham
- 28 mai : William Latimer, 4e baron Latimer (en)
- 5 juin : John Cavendish, juge
- 14 juin : 
  - Simon Sudbury, archevêque de Cantorbéry
  - Robert de Hales, chevalier hospitalier
  - Richard Lyons, maître de la monnaie
- 15 juin : Wat Tyler, rebelle
- 25 ou 26 juin : Geoffrey Litster, rebelle
- 4 juillet : Thomas Baker, rebelle
- 15 juillet : John Ball, prêtre
- 11 septembre : Almaric St Amand, 2e baron St Amand
- 27 décembre : Edmond Mortimer, 3e comte de March et 5e comte d'Ulster
- Date inconnue : 
  - William Grindecobbe, rebelle
  - Jack Straw, rebelle
  - John Preston, rebelle